# Gulkindad gibbon
Gulkindad gibbon (Nomascus gabriellae, tidigare Hylobates gabriellae) är en däggdjursart som beskrevs av Thomas 1909. Nomascus gabriellae ingår i släktet Nomascus och familjen gibboner. Inga underarter finns listade.
Arten är i genomsnitt 5,8 kg tung. Hos vuxna hannar är pälsen huvudsakligen svart med undantag av bröstet som är täckt av rödbrun päls. Dessutom har hannar ett gult skägg på kinderna. Kring större delar av ansiktet förekommer en ring av intensivare gul päls som är yvig på kinderna. När de föds har ungarna en ljusbrun päls som hos båda könen blir svart före könsmognaden. Sedan ändras honornas pälsfärg, och grundfärgen för de vuxna honors päls är blek gul till orangegul.
Denna gibbon förekommer med flera från varandra skilda populationer i Laos, Kambodja, Vietnam och kanske i angränsande områden i Thailand. Den vistas vanligen i kulliga områden och låga bergstrakter men når ibland 1650 meter över havet. Habitatet utgörs av olika slags skogar.
Individerna är aktiva på dagen och klättrar i växtligheten. De äter främst frukter samt blad och andra växtdelar. Familjegruppens revir är 30 till 100 hektar stort.
Flockens hanar och honor sjunger för att markera reviret. En hanne och en hona bildar ett monogamt par. Ungefär vart tredje år har honor en kull med en enda unge.